# Coffee megye (Georgia)
Coffee megye az Amerikai Egyesült Államokban, azon belül Georgia államban található. Megyeszékhelye és legnagyobb városa Douglas. Lakosainak száma 43 092 fő (2020. április 1.). Coffee megye Telfair, Atkinson, Jeff Davis, Bacon, Ware, Berrien, Irwin és Ben Hill megyékkel határos.

## Népesség
A megye népességének változása:
| Lakosok száma | 42 739 | 43 007 | 43 151 | 43 220 | 43 108 | 43 092 |
|               | 2010   | 2011   | 2012   | 2013   | 2015   | 2020   |